# Michal Hrazdíra
Michal Hrazdíra (nascido em 6 de novembro de 1977) é um ex-ciclista tcheco que competiu profissionalmente em 2002 até o ano de 2003. Ele competiu em duas provas nos Jogos Olímpicos de Atenas 2004.